# Новоалександровська сільська рада (Рубцовський район)
Новоалекса́ндровська сільська рада (рос. Новоалександровский сельский совет) — сільське поселення у складі Рубцовського району Алтайського краю Росії.
Адміністративний центр — село Новоалександровка.

## Населення
Населення — 1166 осіб (2019; 1154 в 2010, 1302 у 2002).

## Склад
До складу сільської ради входять:
| Населений пункт         | Населення, осіб (2002) | Населення, осіб (2010) |
| ----------------------- | ---------------------- | ---------------------- |
| 527 км, селище          | 1                      | -                      |
| Зерно, селище           | 240                    | 212                    |
| Колос, селище           | 37                     | 37                     |
| Новоалександровка, село | 1024                   | 905                    |